# Pogreb grofa Orgaza
Pogreb grofa Orgaza (špansko El Entierro del Conde de Orgaz) je slika iz leta 1586 slikarja El Greca, uglednega renesančnega slikarja, kiparja in arhitekta grškega porekla. Velja za eno njegovih najboljših del, ponazarja priljubljeno lokalno legendo njegovega časa. Izjemno velika slika je razdeljena na dva dela, nebeški zgoraj in zemeljski spodaj, vendar daje malo vtisa dvojnosti, saj sta zgornji in spodnji del kompozicijsko združena.
Sliko so hvalili umetnostni učenjaki, med drugim jo označili za »eno najbolj resničnih strani v zgodovini Španije«, kot mojstrovino zahodne umetnosti in poznega manierizma ter kot utelešenje Grecovega umetniškega sloga.

## Tema
Tema slike se zgleduje po legendi iz zgodnjega 14. stoletja. Leta 1323 (ali 1312) je umrl neki don Gonzalo Ruiz de Toledo, župan mesta Orgaz (njegova družina je pozneje prejela grofovski naziv, po katerem je splošno in posmrtno znan). Don Gonzalo Ruiz de Toledo je bil potomec plemiške družine Palaiologos, ki je ustvarila zadnjo vladajočo dinastijo Bizantinskega cesarstva. Pobožni Caballero, grof Orgaz, je bil tudi filantrop, ki je med drugimi dobrodelnimi dejanji zapustil vsoto denarja za povečanje in okrasitev cerkve Santo Tomé (El Grecova župnijska cerkev), kjer je želel biti pokopan.
Po legendi sta se v času, ko je bil grof pokopan, sveti Štefan in sveti Avguštin osebno spustila z nebes in ga lastnoročno pokopala pred zaslepljenimi očmi navzočih. Dogodek je upodobljen na sliki, pri čemer je vsaka podrobnost predmeta dela opisana v pogodbi, podpisani med Grecom in Cerkvijo. Čudež omenja tudi latinski epitafski napis, vzidan v steno pod sliko. Čeprav se je Greco držal pogojev pogodbe, je uvedel nekatere elemente, ki so »posodobili« legendo, kot je vrsta elementov, pripisanih običajnemu pogrebnemu sprevodu iz 16. stoletja, oblačila obeh svetnikov, pa tudi upodobitev ugledne toledske osebnosti tistega časa. »Posodobitev« legende služi didaktičnemu namenu slike, ki v skladu s protireformacijskimi doktrinami poudarja pomen tako čaščenja svetnikov kot dobrih del za odrešenje duše.

## Zgodovina
Sliko je naročil Andrés Núñez, župnik Santo Toméja, za stransko kapelo Device Marije v cerkvi Santo Tomé. Na sliki (desno v spodnjem delu kompozicije) je upodobljen Núñez, ki je dal pobudo za projekt prenove grofove grobne kapele. Naročilo za poslikavo je bil zadnji korak v duhovnikovem načrtu poveličanja župnije.
Pogodba med Núñezom in El Grecom, ki sta jo podpisala 18. marca 1586, je določila posebne ikonografske zahteve, določila, da bo umetnik plačal za materiale, in predvidela dostavo dela do božiča 1587. Greco je gotovo delal s podivjanim tempom in dokončal poslikavo med koncem 1587 in pomladjo 1588. Sledila je dolga razprava med duhovniki in slikarjem o vrednosti slednjega dela, za katero je bilo v pogodbi določeno, da se določi s cenitvijo. Greco, ki je bil sprva nepopustljiv, je sčasoma popustil in se zadovoljil z nižjo prvo »strokovno oceno« ter privolil v prejem 13.200 realov.
Že leta 1588 so se ljudje zgrinjali v Santo Tomé, da bi videli sliko. Ta takojšnji priljubljeni sprejem je bil predvsem posledica realistične podobe uglednih mož iz Toleda tistega časa. Običaj je bil, da so ugledni in plemeniti možje mesta pomagali pri pogrebu plemičev, in v pogodbi je bilo določeno, da mora biti prizor prikazan na ta način.
El Greco se je s tem, da bi jih ovekovečil na sliki, poklonil aristokraciji duha, duhovščini, pravnikom, pesnikom in učenjakom, ki so s svojim spoštovanjem častili njega in njegovo umetnost. Pogreb grofa Orgaza ni bil občudovan le zaradi svoje umetnosti, ampak tudi zato, ker je galerija portretov nekaterih najpomembnejših osebnosti tistega časa v Toledu. Leta 1612 je Francisco de Pisa zapisal: »Prebivalci našega mesta se nikoli ne naveličajo, ker […] obstajajo realistični portreti mnogih uglednih mož našega časa.«

## Analiza slike
V skladu s pogodbenimi določili in prevladujočim znanstvenim pristopom je slika razdeljena na dve coni, ki sopostavljata zemeljski in nebeški svet, ki ju kompozicijsko združujeta (npr. stoječe figure, njihova raznolika udeležba v zemeljskem in nebeški dogodek, ob baklah, križu itd.). Franz Philipp poudarja element vnebovzetja duše (assumptio animae) in trdi, da je treba delo obravnavati kot tripartitno: osrednji del slike zavzema assumptio animae, v obliki novorojenčka, »eterično« dojenček. Avguštinovo dojemanje duše in njenega vzpona, ki se je razvilo iz neoplatonske osnove, je možen navdih za slikarjevo podobo assumptio animae. Grecov način tematskega in likovnega povezovanja zgornjega in spodnjega dela slike so umetnostni učenjaki označili za domiselnega in kot nadaljnjega uresničevanja glavnega sporočila slike, da čaščenje in dobra dela vodijo k odrešenju.
V zgornjem delu, nebeškem, so se oblaki razkadili, da bi sprejeli »pravičnega« v raj. Nebesa prikličejo vrtinčasti ledeni oblaki, po svoji obliki napol abstraktni, svetniki pa so visoki in podobni fantomom. Kristus, oblečen v belo in v slavi, je sij svetlobe in krona trikotnika, ki ga tvorita figuri Marije in svetega Janeza Krstnika v tradicionalni pravoslavni kompoziciji Deesis. Te tri osrednje figure nebeške slave obkrožajo apostoli, mučeniki, svetopisemske osebe (vključno z Mojzesom, Noetom in Davidom), pa tudi Filip II. Španski, čeprav je bil še živ. »Pravični« Filip II. je duhovno združen s Kristusom in nebeškimi bitji v Božjem mestu, kot ga je zamislil Avguštin. Nebeška in zemeljska dežela se prepletata na neverjeten način, vendar je le malo občutka dvojnosti. V osrednjem delu kompozicije angel močno potiska porajajočo se dušo navzgor, kar je gib ponovno interpretiran kot vizualizacija protireformacijskega nauka o odrešenju.
Prizor čudeža je upodobljen v spodnjem delu kompozicije, v terestričnem delu, kjer je glede obsega in proporcev figur vse normalno. Sveti Avguštin, ki nosi značilnosti Gasparja de Quiroga y Vela, toledskega nadškofa, in sveti Štefan, v zlatih oziroma rdečih oblačilih, se spoštljivo sklanjata nad telo grofa, ki je odet v čudovit oklep, ki odseva rumeno in rdečo barvo drugih figur. Oklep je sodoben Grecovemu času in se zgleduje po ceremonialni vojaški obleki španskih kraljev, kot je prikazan na Tizianovih portretih. Plemiči o dogodku razmišljajo odmaknjeno in zadržano. Njihovo umirjenost so razlagali bodisi kot še en vizualni element didaktičnega namena slike pod vplivom protireformacije bodisi kot izraz bizantinskega izvora Grecove umetnosti. Fant na levi je El Grecov sin, Jorge Manuel; na robcu v žepu je vpisan umetnikov podpis in datum 1578, letnica dečkovega rojstva. Vključitev Jorgeja Manuela poudarja didaktični namen slike: deček zavzema vidno mesto blizu gledalčevega pogleda in slednjega usmerja s kazajočim prstom. Umetnika samega je mogoče prepoznati neposredno nad dvignjeno roko viteza Santiaškega reda.
Slika ima kromatsko harmonijo, ki je zelo bogata, ekspresivna in sijoča. Na črna žalna oblačila plemičev so projicirana zlatovezena oblačila in tako ustvarjajo intenziven ceremonialni značaj. V nebeškem prostoru prevladujejo prosojne harmonije prelivov in slonokoščenih sivin, ki se skladajo s pozlačenimi okerami, v Marijinem maforionu (plašču) pa se temno modrina tesno prepleta s svetlo rdečo. Retorika izrazov, pogledi in gestualni prevod naredijo prizor zelo ganljiv.

## Vpliv
Kompozicija slike je bila tesno povezana z bizantinsko ikonografijo Vnebovzetja Matere božje. Argumentacija, ki podpira to stališče, se osredotoča na El Grecovo ikono Marijina smrt, ki je bila odkrita leta 1983 v istoimenski cerkvi v Sirosu. Robert Byron, po katerem je bil ikonografski tip Marijine smrti kompozicijski model za Pogreb grofa Orgaza, trdi, da je El Greco kot pravi bizantinski slikar vse življenje delal z repertoarjem sestavnih delov in motivov po svoji volji, odvisno od pripovedne in izrazne zahteve umetnosti.
Po drugi strani pa Harold Wethey zavrača kot »neprepričljivo« stališče »saj je delo bolj neposredno povezano z italijanskimi renesančnimi prototipi«. V zvezi z odpravo prostorske globine s stiskanjem figur v ospredje se omenjajo zgodnji florentinski manieristi – Rosso Fiorentino, Pontormo in Parmigianino - ter dve Tintorettovi sliki: Križanje in Lazarjevo vstajenje, slednje zaradi vodoravne vrste gledalcev za čudežem. Eliptična skupina dveh svetnikov, ko spuščata truplo, naj bi bila bližje Tizianovemu zgodnjemu  Pokopavanju Kristusa kot kateremu koli drugemu delu. Wethey trdi, da "El Grecova manieristična metoda kompozicije ni nikjer bolj jasno izražena kot tukaj, kjer se vse dogajanje odvija v frontalni ravnini".
Philipp trdi, da je na sliko močno vplivala sodobna španska pogrebna umetnost in da se je Greco držal te nagrobne umetniške tradicije, medtem ko je popularno versko temo, Polaganje Kristusa v grob, prilagodil potrebam svoje naloge. Sarah Schroth verjame, da je Greco Tizianovo Pokopavanje Kristusa  uporabil kot model za subtilno posredovanje svojega didaktičnega sporočila o vrednosti dobrih del, in omenja Albrechta Dürerja Čaščenje Trojice kot navdih za dvodelno kompozicijo slike in upodobitev sodobnega laika v spodnjem, zemeljskem območju. Vendar Scroth odstopa od Wetheyjevega absolutnega zavračanja prisotnosti bizantinskih elementov na sliki in sprejema Marijino smrt kot vpliv na pogrebno upodobitev assumptio animae. Tretje Tintorettovo delo, Poslednja sodba, Schroth omenja kot možen vpliv na pogrebno upodobitev Glorije, saj je Greco želel v zgornji del slike vključiti elemente pogrebne liturgije.

## Ocene
Ne glede na njune različne pristope glede vplivov slike, umetnostni znanstveniki Pogreb soglasno slavijo kot mojstrovino. Velja tudi za prvo povsem osebno umetnikovo delo, vrhunec njegovih prvih desetih let ustvarjanja v Toledu, začetek njegovega zrelega umetniškega obdobja, pa tudi procesov spiritualizacije in dematerializacije, ki se bodo nadaljevali v njegovih kasnejših delih. Po besedah Lambraki-Plake je Pogreb mejnik v umetnikovi karieri: »Tukaj nam El Greco v zelo stisnjeni obliki predstavi modrost, ki jo je vnesel v svojo umetnost, svoje znanje, strokovnost, svojo sestavljeno domišljijo in njegova izrazna moč. Je živa enciklopedija njegove umetnosti, ne da bi prenehala biti mojstrovina z organsko kontinuiteto in entelehijo.«
Impresivna upodobitev uglednih članov toledske družbe v spodnjem delu uveljavlja Greca kot dovršenega portretista z globokim poznavanjem fizionomije in gest. Kromatska harmonija in uporaba neverjetno bogatih, ekspresivnih in sijočih barv potrjujeta njegov koloristski talent, prizori na vezenih oblačilih pa razkrivajo nadarjenega miniaturista. Celotna kompozicija z že omenjenimi inovativnimi elementi – svojevrstna sinteza realnega z nadrealističnim, negiranje prostorske globine in impresivna paleta portretov – razkriva vse vidike Grecove izjemne umetnosti. Razlagajoč pripombo Francisca de Pisa v zvezi s sliko, da »je vedno na njej treba razmišljati o novih stvareh«, Schroth označuje Pogreb kot »neizčrpen vir pouka in užitka«.
V svojih popotniških dnevnikih po Daljnem vzhodu, Palestini in Španiji Albert Einstein opisuje Pogreb kot »veličastno sliko« in »med najglobljimi podobami, kar sem jih kdaj videl.«